# Файлер-Сіті (Мічиган)
Файлер-Сіті (англ. Filer City) — переписна місцевість (CDP) в США, в окрузі Меністі штату Мічиган. Населення — 136 осіб (2020).

## Географія
Файлер-Сіті розташований за координатами 44°12′54″ пн. ш. 86°17′20″ зх. д. / 44.21500° пн. ш. 86.28889° зх. д. (44.214890, -86.288942).  За даними Бюро перепису населення США в 2010 році переписна місцевість мала площу 0,67 км², уся площа — суходіл.

## Демографія
Згідно з переписом 2010 року, у переписній місцевості мешкало 116 осіб у 44 домогосподарствах у складі 29 родин. Густота населення становила 173 особи/км².  Було 51 помешкання (76/км²).
Расовий склад населення:
| - 92,2 % — білих - 0,9 % — корінних американців |

До двох чи більше рас належало 6,9 %. Частка іспаномовних становила 1,7 % від усіх жителів.
За віковим діапазоном населення розподілялося таким чином: 26,7 % — особи молодші 18 років, 59,5 % — особи у віці 18—64 років, 13,8 % — особи у віці 65 років та старші. Медіана віку мешканця становила 37,5 року. На 100 осіб жіночої статі у переписній місцевості припадало 107,1 чоловіків;  на 100 жінок у віці від 18 років та старших — 102,4 чоловіків також старших 18 років.
Середній дохід на одне домашнє господарство  становив 50 537 доларів США (медіана — 34 000), а середній дохід на одну сім'ю — 46 097 доларів (медіана — 32 750). За межею бідності перебувало 37,6 % осіб, у тому числі 74,2 % дітей у віці до 18 років та 0,0 % осіб у віці 65 років та старших.
Цивільне працевлаштоване населення становило 51 осіб. Основні галузі зайнятості: освіта, охорона здоров'я та соціальна допомога — 37,3 %, мистецтво, розваги та відпочинок — 21,6 %, роздрібна торгівля — 19,6 %.